# ウィルギリウス・アレクナ
ヴィルギリウス・アレクナ（Virgilijus Alekna、1972年2月13日 - ）は、リトアニアの陸上競技選手。専門は円盤投。
シドニーオリンピック、アテネオリンピックで2大会連続の金メダルを獲得した。このうち、2004年アテネオリンピックでは、ハンガリーのローベルト・ファゼカシュがオリンピック新記録で1位となっていたが、競技後の尿サンプルの提出を拒んだため、失格となり、アレクナが繰り上がりの金メダルとなったものである。自己ベストは73m88でこれは当時世界記録74m08に次ぐ歴代2位の記録であった。
2012年ロンドンオリンピックの開会式ではリトアニア選手団の旗手を務めた。
2012年9月、ダイヤモンドリーグ最終戦のメモリアルヴァンダムを最後に競技生活から引退する予定だったが撤回、2013年以降も競技を続けた。
2014年8月31日、ISTAFベルリンにおいて競技生活から引退した。
息子のミコラス・アレクナも円盤投の選手となり、2024年4月14日に父が成しえなかった世界新記録となる74m35を樹立した。

## 主な実績
| 年   | 大会                               | 場所                               | 種目   | 結果 | 記録  |
| ---- | ---------------------------------- | ---------------------------------- | ------ | ---- | ----- |
| 1996 | オリンピック                       | アトランタ（アメリカ合衆国）       | 円盤投 | 5位  | 65m30 |
| 1997 | 世界選手権                         | アテネ（ギリシャ）                 | 円盤投 | 2位  | 66m70 |
| 1997 | IAAFグランプリファイナル           | 福岡（日本）                       | 円盤投 | 5位  | 63m76 |
| 1998 | ヨーロッパ選手権                   | ブダペスト（ハンガリー）           | 円盤投 | 3位  | 66m46 |
| 1998 | IAAF陸上ワールドカップ             | ヨハネスブルグ（南アフリカ共和国） | 円盤投 | 1位  | 69m66 |
| 1999 | 世界選手権                         | セビリア（スペイン）               | 円盤投 | 4位  | 67m53 |
| 1999 | IAAFグランプリファイナル           | ミュンヘン（ドイツ）               | 円盤投 | 2位  | 66m65 |
| 2000 | オリンピック                       | シドニー（オーストラリア）         | 円盤投 | 1位  | 69m30 |
| 2001 | 世界選手権                         | エドモントン（カナダ）             | 円盤投 | 2位  | 69m40 |
| 2001 | IAAFグランプリファイナル           | メルボルン（オーストラリア）       | 円盤投 | 1位  | 64m42 |
| 2002 | ヨーロッパ選手権                   | ミュンヘン（ドイツ）               | 円盤投 | 2位  | 66m62 |
| 2003 | 世界選手権                         | パリ（フランス）                   | 円盤投 | 1位  | 69m69 |
| 2003 | IAAFワールドアスレチックファイナル | モンテカルロ（モナコ）             | 円盤投 | 1位  | 68m30 |
| 2004 | オリンピック                       | アテネ（ギリシャ）                 | 円盤投 | 1位  | 69m89 |
| 2004 | IAAFワールドアスレチックファイナル | モンテカルロ（モナコ）             | 円盤投 | 4位  | 63m64 |
| 2005 | 世界選手権                         | ヘルシンキ（フィンランド）         | 円盤投 | 1位  | 70m17 |
| 2005 | IAAFワールドアスレチックファイナル | モンテカルロ（モナコ）             | 円盤投 | 1位  | 67m64 |
| 2006 | ヨーロッパ選手権                   | イェーテボリ（スウェーデン）       | 円盤投 | 1位  | 68m67 |
| 2006 | IAAFワールドアスレチックファイナル | シュトゥットガルト（ドイツ）       | 円盤投 | 1位  | 68m63 |
| 2006 | IAAF陸上ワールドカップ             | アテネ（ギリシャ）                 | 円盤投 | 1位  | 67m19 |
| 2007 | 世界選手権                         | 大阪（日本）                       | 円盤投 | 4位  | 65m24 |
| 2007 | IAAFワールドアスレチックファイナル | シュトゥットガルト（ドイツ）       | 円盤投 | 2位  | 65m94 |
| 2008 | オリンピック                       | 北京（中国）                       | 円盤投 | 3位  | 67m79 |
| 2008 | IAAFワールドアスレチックファイナル | シュトゥットガルト（ドイツ）       | 円盤投 | 8位  | 61m03 |
| 2009 | 世界選手権                         | ベルリン（ドイツ）                 | 円盤投 | 4位  | 66m36 |
| 2009 | IAAFワールドアスレチックファイナル | テッサロニキ（ギリシャ）           | 円盤投 | 1位  | 67m63 |
| 2010 | ヨーロッパ選手権                   | バルセロナ（スペイン）             | 円盤投 | 5位  | 64m64 |
| 2011 | 世界選手権                         | 大邱（韓国）                       | 円盤投 | 6位  | 64m06 |

## 自己ベスト
- 円盤投 - 73m88 （2000年8月3日）
- 砲丸投 - 19m99 （1997年2月7日）